# Île aux Oeufs
Île aux Oeufs är en ö i Kanada.   Den ligger i provinsen Québec, i den östra delen av landet, 800 km nordost om huvudstaden Ottawa.